# جائزة بريطانيا الكبرى 1966
جائزة بريطانيا الكبرى 1966 هو سباق فورمولا 1 أقيم بتاريخ 16 يوليو 1966 في كنت، إنجلترا. كان الرابع من أصل 9 في بطولة العالم لسباقات الفورمولا واحد موسم 1966. حلّ الأسترالي جاك برابهام أولا بينما جاء النيوزلندي ديني هولم في المركز الثاني وحصل على المركز الثالث البريطاني غراهام هيل.